# Castel Guelfo di Bologna
Castel Guelfo di Bologna là một đô thị ở tỉnh Bologna vùng Emilia-Romagna của Ý, có vị trí khoảng 30 km về phía đông nam của Bologna. Tại thời điểm ngày 31 tháng 12 năm 2004, đô thị này có dân số 3.731 người và diện tích là 28,6 km².
Castel Guelfo di Bologna giáp các đô thị sau: Castel San Pietro Terme, Dozza, Imola, Medicina.